# Reliure
 (juillet 2010).
Si vous disposez d'ouvrages ou d'articles de référence ou si vous connaissez des sites web de qualité traitant du thème abordé ici, merci de compléter l'article en donnant les références utiles à sa vérifiabilité et en les liant à la section « Notes et références ».

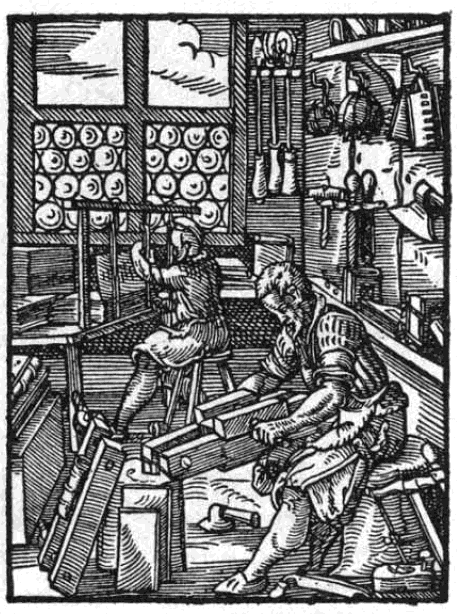
Un atelier de reliure traditionnelle au XVI, en occident (gravure de Jost Amman, 1568).

La reliure (nom dérivé de relier, lui-même issu du latin religare) est à l'origine l'opération de production du livre intervenant juste après le travail d'impression. Elle englobe toutes les étapes de l'assemblage des pages ou des cahiers du livre jusqu'à la pose du matériau de couvrure. Aujourd'hui, la reliure s’oppose au « brochage », technique moderne qui se caractérise par une couverture en papier épais directement collée ou cousue au dos du livre.
La reliure manuelle comprend au moins une cinquantaine d'étapes, qui se résument techniquement à la couture des cahiers, à la fixation de plats (rigides ou flexibles) au corps d’ouvrage, et à la pose d'un matériau de couvrure.
Au XVIIe siècle, le terme de « reliure » prend le sens de « manière dont un livre est relié » en fonction de son histoire, ses évolutions techniques et décoratives, ses origines géographiques et ses styles, souvent liés au renom des relieurs.
Il existe plusieurs grands types de reliure :
- la reliure traditionnelle occidentale (« à la française ») ou orientale (évoluant depuis le IVe siècle) ;
- le montage occidental emboîté dit « montage Bradel » (dès la fin du XVIIIe siècle) ;
- la reliure industrielle (dès le XIXe siècle) ;
- la reliure contemporaine ou d'artiste (XXe et XXIe siècles).

## Types de reliure

### Reliure occidentale

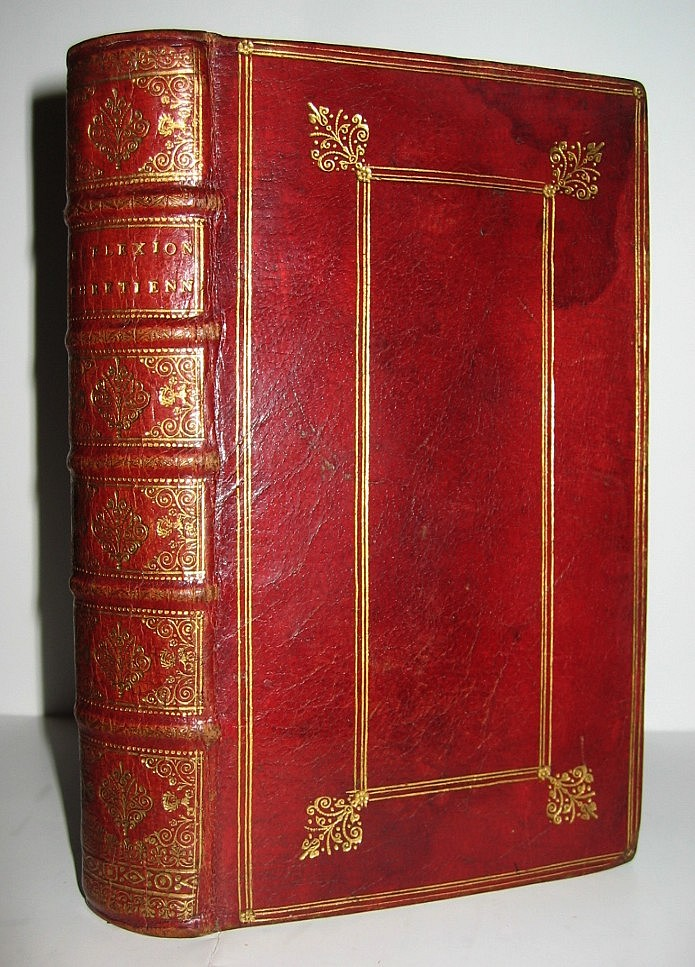
Reliure traditionnelle occidentale à la Duseuil (XVIIe siècle).

La reliure traditionnelle occidentale, dite « à la française », est la technique de reliure classique, utilisée depuis le Moyen Âge et qui a connu son apogée aux XVIIIe et XIXe siècles.
Elle est différenciée des autres techniques par une couture traditionnelle des cahiers autour de lanières de cuir ou de ficelles de chanvre, qui sont ensuite passées dans les plats en bois ou en carton. Cette structure est particulièrement solide.
Dans une demi-reliure, seuls le dos et les mors sont recouverts de peau ou de tissu. Une reliure pleine est entièrement recouverte de peau ou de tissu(pp15-16)(p12).

#### Reliure occidentale médiévale
La reliure occidentale médiévale dérive de la reliure antique. Elle s'en est distinguée avec l'apparition de la couture sur nerfs: le fil de couture reliant les cahiers fait le tour des nerfs. À l'époque carolingienne, la technique de la couture sur doubles nerfs est la plus répandue; d'un cahier à un autre, le fil de couture est entrecroisé de sorte à former une chaînette. Vers la fin du XIe siècle, les nerfs sont fendus: le fil de couture est passé dans la fente du nerf, puis enroulé autour de celui-ci(pp37-41). La reliure occidentale médiévale continua d'évoluer avec le temps, entre autres avec l'arrivée des chasses durant les XIIIe et XIVe siècles, et l'apparition du mors vers les XVe et XVIe siècles(p50).

#### Bradel

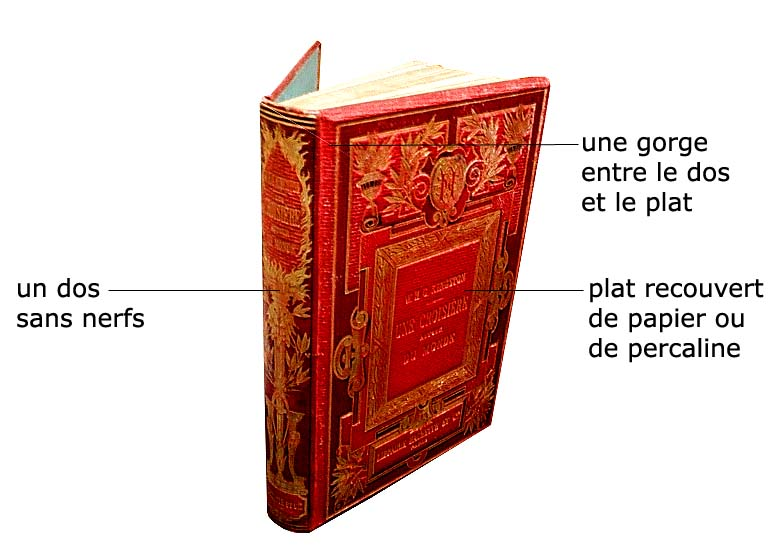
Un Bradel.

Un montage de livre est dit « à la Bradel » lorsqu'il se présente sous la forme d’un emboîtage avec une gorge au niveau des mors pour faciliter son ouverture. Ce montage plus rapide tire son nom de son inventeur, le relieur François-Paul Bradel, actif entre 1770 et 1795. Contrairement à une reliure traditionnelle, les rubans sur lesquels sont cousus les cahiers ne sont pas « passés en cartons » mais coupés au ras. Le corps d'ouvrage et la couverture du livre sont solidarisés en étape finale par un simple contre-collage des premières pages de garde.

### Reliure orientale

#### Reliure byzantine
La reliure byzantine découle de la reliure antique. Les feuillets sont répartis en cahiers. Des entailles (les grecques) sont faites dans le dos des cahiers. En Égypte, la couture des cahiers, réalisée sans cousoir, se fait initialement avec deux fils indépendants, puis avec un seul fil à partir du  Ve ou VIe siècle(pp23-24). N'ayant pas de nerfs, le dos est lisse, et puisqu'il n'y a pas de chasse, la tranchefile est haute et déborde sur les plats(p28).

#### Reliure chinoise
- Jian Du (livre fabriqué de tablettes de bambou) est la reliure chinoise la plus ancienne. Le texte est inscrit sur des lamelles de bambou (Jian) qui sont reliées entre elles avec des ficelles de soie, de chanvre ou de cuir. Un rouleau est formé en enroulant le tout autour de la dernière lamelle. À la suite de l'arrivée du livre papier, cette forme de reliure a cessé d'être utilisée au courant du Ve siècle[6].
- La reliure Juan Zhou (rouleau de calligraphie) ressemble à Jian Du. Plutôt que du bambou, le support d'écriture est la soie ou le papier. Celui-ci est enroulé autour d'un axe en bois attaché après la fin du texte[6].
- Le genre Ce Ye (album de calligraphie) a remplacé Juan Zhou entre la fin de la dynastie Tang et le début de la dynastie Song. Ce style de reliure ressemble davantage au livre tel qu'on le conçoit aujourd'hui. Ce Ye englobe plusieurs sous-genres, entre autres: Hu Die (papillon), Bao Bei (dos enveloppé), Si Zhen Yan Zhuang (reliure à quatre trous)[6].

#### Reliure coréenne
En Corée, les ouvrages étaient assemblés en suivant les méthodes chinoises. Les rouleaux (juan) étaient couramment utilisés jusqu'au VIIIe siècle avant de se faire remplacer par d'autres formes de reliure, telles que la reliure cousue, le livre accordéon, le livre éventail, le livre papillon (Hu Die Zhuang) et le livre au dos enveloppé (Bao Bei Zhuang). Contrairement au livre cousu chinois, le livre cousu coréen était généralement relié à l'aide de cinq trous plutôt que quatre,(p30).

#### Reliure japonaise
La reliure japonaise comprend une variété de genres, dont plusieurs qui sont directement inspirés de la reliure chinoise.
- Kansubon (rouleau): Les feuilles sont jointes une à la suite de l'autre. D'un bout, elles sont attachées à une tige en bois, puis enroulées autour de celle-ci. Kansubon a été introduit durant le IVe ou Ve siècle et est demeuré au Japon la façon la plus courante d'assembler un livre pendant environ mille ans[8](pp3, 86,119);
- Orihon (livre accordéon): Les feuilles sont assemblées puis repliées sur elles-mêmes en une pile. Une couverture est ajoutée sur le dessus et le dessous de la pile. Orihon est apparu durant l'époque de Heian et aurait été inventé dans le but d'être plus facile d'usage que les rouleaux qui, par leur nature, sont plutôt difficiles à entreposer et à consulter lorsqu'on recherche un passage spécifique[8](pp3, 52,117);
- Detchōsō, aussi appelé kochōsō (livre papillon): Généralement, seul le recto des feuilles contient du texte. Les feuilles sont pliées en deux (recto à l'intérieur). Sur le verso de chaque feuillet, une fine bande de colle est appliquée le long des plis. Quand le livre est ouvert, les pages ont tendance à pendre sur les côtés d'une façon qui rappelle les ailes d'un papillon, d'où le surnom de « livre papillon ». Cette reliure date du IXe siècle et fut couramment utilisé jusqu'au XVIIe siècle[8](pp3, 75-76,117);
- Retchōsō (livre à plusieurs cahiers): Un des rares styles de reliure d'origine purement japonaise, retchōsō a été inventé durant le XIIe siècle. Les feuilles sont pliées en deux et regroupées en cahiers. Les dos des cahiers sont cousus ensemble. Ce style rappelle la reliure occidentale[8](pp4, 78,120-121);
- Fukuro toji (livre à pochettes): Ce style a été introduit durant le XIVe siècle et, à l'époque d'Edo, était devenu le style le plus couramment utilisé. Seul le recto des feuilles contient du texte. Les feuilles sont pliées en deux (verso à l'intérieur) avant d'être regroupées en un seul cahier. Une couverture est ajoutée sur le dessus et le dessous du livre. Le tout est cousu ensemble du côté opposé aux bords pliés. Ainsi, chaque page du livre est doublée, formant une pochette (fukuro), d'où le nom. Il existe plusieurs variantes de fukuro toji, yotsume toji (reliure à quatre trous) étant la plus courante[8](pp4, 30, 121).

### Reliure industrielle et bureautique
Au moyen d'une série de machines mises au point dès les premières décennies du XIXe siècle comme la presse ou le balancier, il est possible de relier des livres en très grandes séries.
Grâce à une liaison automatique et une synchronisation entre les différentes machines, des opérations peuvent être exécutées consécutivement (par exemple, de la passure en colle jusqu'à la pose d'une jaquette). Cela a grandement réduit les coûts de production puisque cette succession automatisée de tâches peut être réalisée par un nombre réduit de personnes tout en nécessitant moins de connaissances spécialisées(pp153-154).
Jean Engel fut un des premiers relieurs industriels français.

### Reliure contemporaine

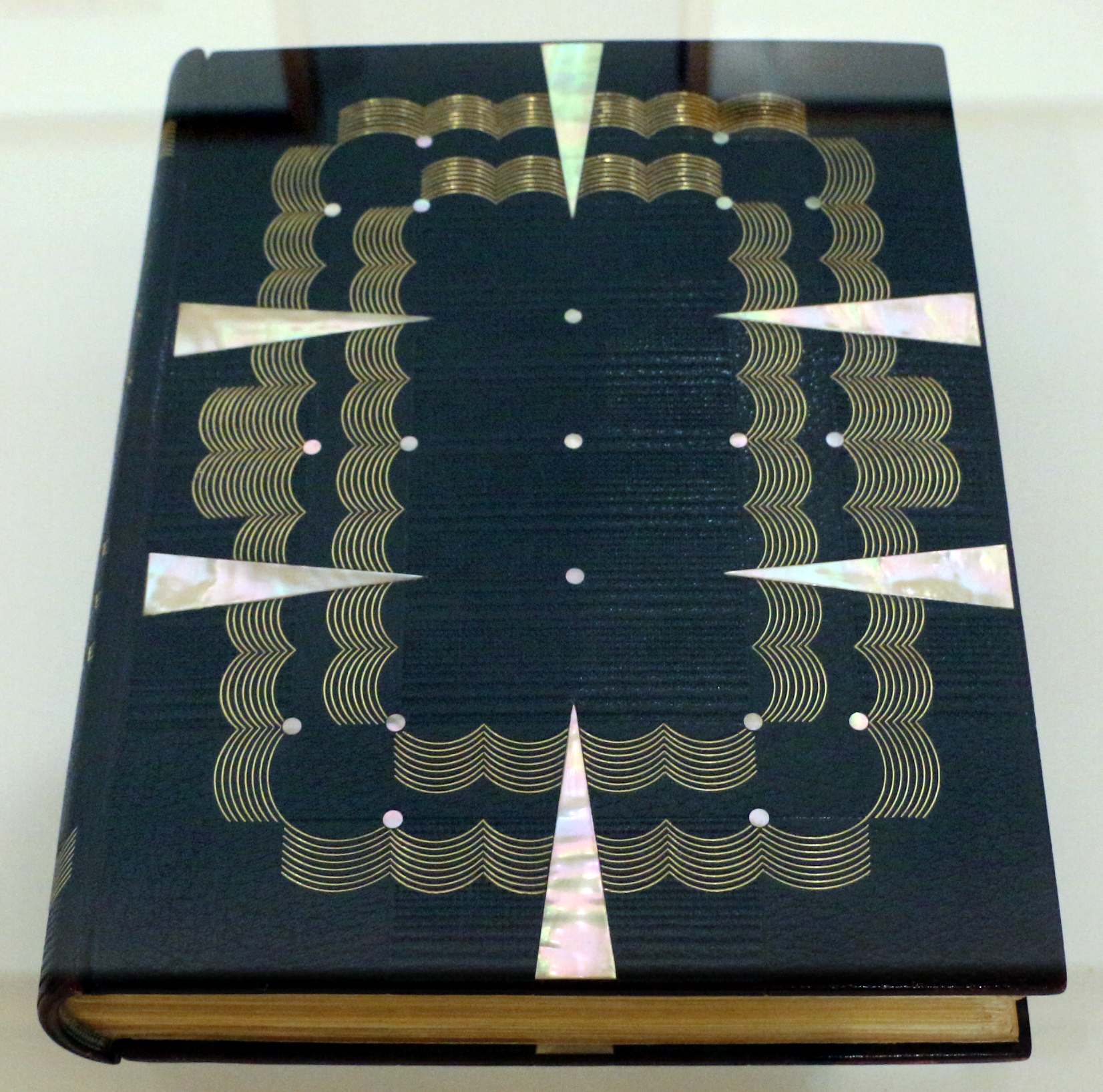
Reliure moderne réalisée par Pierre Legrain.

La reliure contemporaine est une reliure réalisée pour obtenir des effets esthétiques originaux et créatifs (structures croisées, couture apparente, plats « rapportés », etc.). Elle s'adapte souvent aux nouvelles techniques et aux formats exceptionnels ou inhabituels, en réinvestissant les techniques historiques et en menant des recherches originales et personnelles sur les matériaux utilisés, qu'ils soient traditionnels ou modernes.

## Formats des feuilles et des reliures
En matière de reliure, les libraires s'expriment parfois en formats spécifiques plutôt qu’en mesures métriques. Il existe un vocabulaire pour le format des feuilles et un autre pour le format définitif du livre.
Plusieurs pages du livre sont imprimées simultanément sur une même grande feuille de papier. De format différent, ces grandes feuilles sont notamment appelées, suivant leurs dimensions : « Colombier », « Jésus », « raisin », « Carré / Coquille » ou « Couronne ». Chacune de ces feuilles de tirage est susceptible d’être pliée une fois (in-folio), deux fois (in-quarto ou in-4), trois fois (in-octavo ou in-8), quatre fois (in-16) ou plus, de telle façon que les pages se présentent au lecteur dans l’ordre où elles doivent être lues et constituent un cahier.
Lorsque le livre est exceptionnellement composé de feuilles entières, il porte le nom d’« in-plano ». Il est donc de très grande taille, mais ne peut pas être relié tel quel. Les feuilles doivent d'abord être réunies en cahiers, soit par collage sur un onglet, soit par surjetage (couture spécifique).
Le tableau ci-dessous indique les dimensions moyennes (en cm) créées par la combinaison des formats :
| Nom des feuilles  | in-plano | in-folio  | in-4        | in-8        | in-16       | in-18       |
| ----------------- | -------- | --------- | ----------- | ----------- | ----------- | ----------- |
| Colombier         | 90 x 63  | 63 x 45   | 45 x 31,5   | 30 x 21     | 22,5 x 15,7 | 21 x 15     |
| Jésus             | 70 x 54  | 54 x 35   | 35 x 27     | 27 x 18     | 17,5 x 13,7 | 18,3 x 11,6 |
| Raisin            | 65 x 50  | 49 x 32   | 32 x 24     | 24 x 16     | 16,2 x 12,5 | 16,6 x 10,8 |
| Coquille ou Carré | 56 x 45  | 44 x 28   | 28 x 22     | 22 x 14     | 14 x 11,2   | 15 x 9,3    |
| Écu               | 52 x 40  | 40 x 26   | 26 x 20     | 20 x 13     | 13 x 10     | 13,3 x 8,6  |
| Couronne          | 46 x 36  | 37 x 23,5 | 23,5 x 18,5 | 18,5 x 11,7 | 11,7 x 9,2  | 12,3 x 7,8  |

Divers formats de papier peuvent être compris dans ces formats de livres. Toutefois, d’autres formats dits « bâtards » existent, notamment l'« Univers », le « Grand Monde », le « Grand aigle », le « Colombier », le « Soleil », le « Cavalier », la « Cloche », la « Tellière », etc.. Les livres dont la hauteur est plus petite que la largeur sont dits de format oblong ou « À l'italienne ».
Les bibles, publiées généralement en formats impériaux (in-folio) pour l'usage liturgique, sont bien connues malgré le fait que des éditions « de poche »  aient été publiées au cours du XIXe siècle (surtout aux États-Unis, dans les années 1830). Ces formats, ne dépassant pas les 15 cm de hauteur, sont identiques à ceux des « livres d'étrennes » anglais, publiés en Europe (le plus souvent à Londres) et aux États-Unis (principalement à Boston et à Philadelphie).
Les formats in-quarto et in-octavo, moins coûteux et moins volumineux, sont utilisés généralement pour les ouvrages illustrés de littérature dont la vente, au XVIIIe et au XIXe siècle, est plus démocratique. Les premiers formats in-octavo remontent à 1501, inventés par les Presses aldines à Venise.
Parmi les très grands formats, les « Grand-Égypte » (70 × 135 cm) et « Grand-Monde »  (81 × 113 cm) furent notamment utilisés pour éditer en 1809 la Description de l'Égypte de la campagne de Napoléon Bonaparte ; tandis que le « double-éléphant-folio » (98 × 76 cm), fut adopté par Jean-Jacques Audubon pour son ouvrage sur Les Oiseaux d'Amérique en 1827.
Nombre de pliages d'une feuille, noms des formats et dimensions
- In-plano : feuille non pliée / 2 (côtés de) page imprimés (dim. : voir formats d'une feuille papier) ;
- In-folio : feuille pliée 1 fois /4 pages imprimées (abr. : fol., in-fo ; dim. : plus de 30 cm de haut) ;
- In-quarto : feuille pliée 2 fois / 8 pages imprimées (abr. : in-4o ; dim. : entre 25 et 30 cm de haut) ;
- In-six : pliage 3 fois/ 6 folios/ 12 pages imprimables (abr. : in-6, in-6to/ dim. : ?) ;
- In-octavo : feuille pliée 3 fois / 16 pages imprimées (abr. : in-8o ; entre 20 et 25 cm de haut) ;
- In-douze : pliage 4 fois/ 12 folios/ 24 pages imprimables (abr. : in-12, in-12mo/ dim. : entre 17,5 et 20 cm de haut) ;
- In-seize : feuille pliée 4 fois/ 32 pages imprimées (abr. : in-16 ; dim. : entre 15-17,5 cm de haut) ;
- In-dix-huit : pliage 4 fois/ 18 folios/ 36 pages imprimables (abr : in-18, in-18mo/ dim. : entre 12,5 et 15 cm de haut) ;
- In-vingt : pliage (?)/ 20 folios/ 40 pages imprimables (abr. : in-20, in-20mo/ dim. : ?) ;
- In-vingt-quatre : feuille pliée 5 fois/ 24 folios/ 48 pages imprimables (abr. : in-24, in-24mo/ dim. : 13 cm de haut approx.) ;
- In-trente-deux : feuille pliée 5 fois / 64 pages imprimées (abr. : in-32 ; dim. : entre 10 et 12,5 cm de haut) ;
- In-quarante-huit : feuille pliée 6 fois/ 48 folios/ 96 pages imprimables (abr. : in-48, in-48mo/ dim. : entre 7,5 et 10 cm de haut) ;
- In-soixante-quatre : pliage 6 fois/ 64 folios/ 128 pages imprimables (abr. : in-64, in-64mo/ dim. : moins de 7,5 cm de haut).

## Restauration des reliures

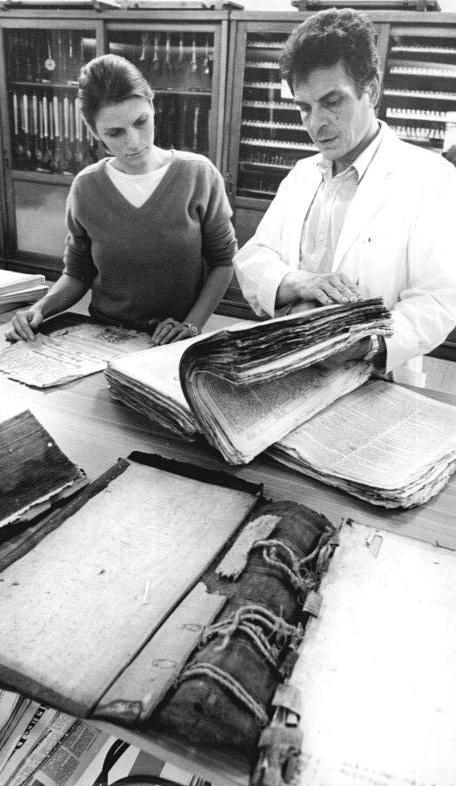
Restaurateurs de livres anciens.

### Généralités
Aujourd’hui, des recommandations internationales règlent la restauration des reliures anciennes : tout bon restaurateur doit travailler dans le respect des techniques anciennes. Dans le cas d’une utilisation de matériaux nouveaux, ceux-ci doivent être compatibles avec les matériaux d’origine, neutres, respectant les techniques de l’époque et de l’œuvre si elles sont encore visibles, ne pas porter préjudice à l’œuvre et pouvoir être retirés, afin de redonner à l’œuvre un aspect aussi fidèle que possible à l’original. Le travail du restaurateur doit également être décelable et les transformations subies par l’œuvre identifiables. L'artisan doit essayer de conserver autant d’éléments d’origine que possible.
Les opérations de restauration des reliures les plus courantes concernent les mors, les coins et les coiffes (éléments de peau qui garnissent les extrémités du dos du livre et se replient sur la tranchefile), c'est-à-dire les parties les plus vulnérables, mais parfois aussi les plats et les cahiers, qui peuvent avoir été attaqués par les moisissures ou les insectes : même lorsque l’ais est en chêne résistant, il peut être menacé ou avoir été atteint, ce qui nécessite une désinfection préalable. Avant toute restauration, le restaurateur doit nettoyer l’ouvrage et sa reliure, au moyen d'un savon spécifique. Nous nous concentrerons ici sur la restauration des reliures et n’aborderons donc pas celle des feuilles de papier et parchemins.

### Structure
Concernant la restauration de reliure proprement dite, les techniques utilisées par les restaurateurs sont les mêmes que celles utilisées par les artisans au Moyen Âge. Parfois, il est nécessaire de décoller les gardes pour restaurer les ais, les coins…: cela peut se réaliser à froid, à la vapeur ou avec des buvards. Lorsque les ais sont rongés ou attaqués, il est parfois nécessaire de réaliser de nouveaux plats, en respectant autant que possible l’essence du bois d’origine. Dans le cas où l’ais peut être restauré, le restaurateur utilise des queues d’aronde qu’il incruste dans l’ais afin de tout ressouder. Puis il faut poncer et raboter la surface pour l’égaliser. Les trous et les interstices sont bouchés à la pâte à bois. Si la tranchefile est abîmée, étant donné la complexité de sa restauration, il est beaucoup plus simple pour le restaurateur de la retirer et de la refaire à l’identique.

### Couverture

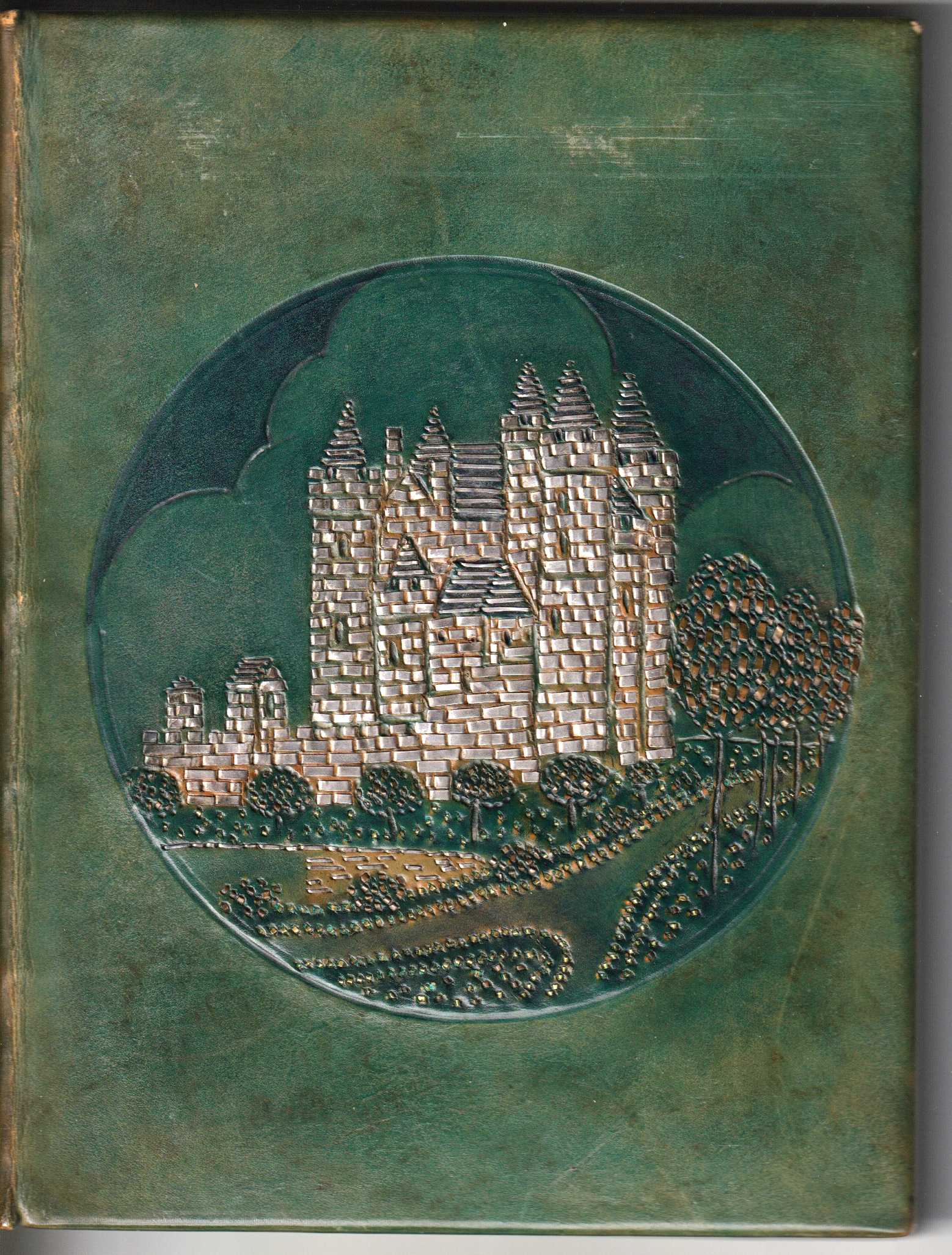
Décor de couverture en lamé d'argent (1893)

Concernant la restauration des couvrures, il s’agit souvent de déchirure dans le cuir ou le tissu. Dans ces cas-là, il faut inciser le cuir autour de la déchirure, soulever la couvrure avec un scalpel, afin de pouvoir intégrer celle de restauration à la reliure, de préférence de mêmes matière et couleur. Pour les coins, il faut agir de même avec la couvrure, tout en reconstituant le creux ou l’amincissement avec différents matériaux (pâte à papier|pâte à bois, ou simplement une surépaisseur de cuir ou de tissu de couvrure).
Enfin, concernant les mors, lorsque ceux-ci sont brisés ou largement fendus, il faut nécessairement refaire un dos, et poser par-dessus le dos d’origine. Parfois néanmoins, il est possible de masquer la fente en y posant une bande de peau. La restauration des coiffes reprend la technique de restauration des coins. Néanmoins, le restaurateur possède un large choix dans la manière dont il souhaite restaurer sa reliure et les techniques exposées ici ne sont pas systématiques.

## Reliure-dorure
La reliure-dorure est un savoir-faire particulier reconnu par l’Inventaire du patrimoine culturel immatériel en France depuis 2010.
La dorure intervient dans les étapes de finitions, lorsque la reliure est terminée. La technique traditionnelle de la dorure, qui apparaît dès le XVIe siècle, consiste à coucher un apprêt constitué de blanc d’œuf, qui convient très bien pour protéger le cuir du livre et faire adhérer la dorure. L’application de la feuille d'or se fait ensuite à chaud. Aujourd’hui, certains doreurs utilisent les techniques de dorures à froid (un ruban d’or est imprégné de colle et chauffé à part, puis posé sur le cuir).

## Au Québec
La reliure est fréquemment définie comme étant l’assemblage des feuilles d’un volume qui sont ensuite protégées par une couverture.
Les reliures sont fabriquées par les relieurs. Au Québec, cette profession est classée parmi les métiers d’arts.
L'association des relieurs du Québec (ARQ) est créée en 1983 et change de dénomination par la suite pour devenir l’association québécoise des relieurs et des artisans du livre (AQRAL). Cette association se donne pour mandat de soutenir la communauté des relieurs notamment en diffusant leurs différentes réalisations.

### Histoire de la reliure au Québec
La reliure apparaît au Québec avant l’arrivée de l’imprimerie en 1764, mais il s’agit essentiellement de reliure rudimentaire. À la fin du XVIIIe siècle, les techniques de la reliure se développent et peu de temps après le métier de relieur se spécialise. Au milieu du XXe siècle, les reliures sont créées dans un but commercial, elles restent donc simples, puisqu’elles sont réalisées essentiellement pour protéger le livre qu’elles recouvrent tout en étant abordables. Ce n’est qu’à la fin du XXe siècle que la reliure artisanale fait son grand retour.

### Quelques relieurs québécois de renom
Victor Lafrance est le premier relieur canadien-français à remporter plusieurs médailles pour ses reliures à l’exposition universelle de Paris en 1878.
Louis-Philippe Beaudoin est le directeur fondateur de l’École des arts graphiques de Montréal de 1942 à 1970 . Il participe grandement au développement de la reliure au Québec en contribuant à la formation de la nouvelle génération de relieurs.
Auteur du livre Essai sur la reliure et sur les relieurs du XXe siècle, Jacques Blanchet remporte une bourse du gouvernement du Québec pour aller étudier la reliure à Paris. Après avoir terminé ses études, il revient au Québec et se spécialise dans les reliures «avant-gardistes».
Pierre Ouvrard est le premier relieur québécois à vivre exclusivement de son art . Figure emblématique dans l’histoire de la reliure artisanale (AQRAL, s. d.) au Canada, Pierre Ouvrard est «l'un des seuls à persévérer dans la reliure d'art, c'est à lui qu'a incombé la tâche de créer la synthèse de la tradition technique et artistique européenne et de l'esprit québécois».
En 1969, Simone Benoît Roy ouvre un atelier-école à Montréal, L’Art de la reliure, dans le but de «donner le goût de la reliure à ses étudiantes (car surtout des femmes)». Elle réalise des reliures modernes qui incorporent des objets originaux comme du métal, du Plexiglas, des mosaïques et des cuirs exotiques. En 1988, elle reçoit l’ordre du Canada pour avoir contribué de façon significative à la préservation du patrimoine écrit.
L’une de ses étudiantes Odette Drapeau ouvre à son tour un atelier de reliure, La tranchefile, qui devient un lieu d’enseignement et de diffusion de la reliure. Elle participe à un grand nombre d’expositions individuelles et de groupes sur la reliure. Elle se concentre plus récemment sur la recherche artistique en expérimentant des matières originales comme le cuir marin (morue, saumon, turbot).

### Reliure au Québec en cinq genres

#### Reliure industrielle
Ce type de reliure est caractérisé par un fini en toile ou en cuir, dont la qualité est résistante, mais qui ne se distingue pas par sa richesse.

#### Reliure classique
Ce type de reliure s’inspire de l’art classique. La beauté de la reliure classique est mise en valeur par la simplicité et le naturel. Elle se distingue par une utilisation du plein cuir, une grande variété de nuances et des lignes fuyantes. Le dos de la reliure est souvent surmonté de nervures, le papier est luxueux et les charnières sont en cuir.

#### Reliure semi-classique
La reliure semi-classique se caractérise par son papier riche et l’harmonie entre le cuir et le papier.

#### Reliure fantaisie
L’imaginaire et la créativité du relieur sont ici de mise lui permettant de réaliser des reliures captivantes et originales. Ses caractéristiques sont l’abondance d’or et de décorations.

#### Reliure expressive
La reliure expressive se spécialise dans la représentation symbolique de l’histoire que raconte le livre qu’elle recouvre. Le relieur utilise le cuir, le papier ainsi que d’autres matériaux dans le but d’illustrer l’histoire de son livre.